# Западни покрайнини
Западните покрайнини (Западни крайнини или по-рядко Западни български покрайнини) е историческа област с площ около 1545 квадратни километра, образувана с Ньойския договор от 1919 година и включваща около 25 села, които България отстъпва с договора на Кралството на сърби, хървати и словенци (КСХС). И в наши дни голяма част от жителите на областта имат българска етническа идентификация и формират основната част от малцинството на българите в Сърбия.

## География
Западните покрайнини са разположени на територията на днешна Република Сърбия – от сръбско-северномакедонската граница до поречието на Тимок и Видинско, между западната българска граница според Берлинския конгрес 1878 г. и тази, прокарана според разпоредбите на Ньойския договор от 1919 година. На някои места – на северозапад от Трън и по билото на Стара планина от Берковско до Кулско – тези две гранични линии съвпадат, поради което територията на различните райони на Западните покрайнини не е непосредствено свързана.
Съгласно Ньойския договор от 1919 година от Царство България са откъснати райони от следните околии: Кюстендилска (660,8 кв. км), близо половината от Царибродска (417,9 кв. км), Трънска (277,9 кв. км), Кулска (171,9 кв. км) и Видинска (16,7 кв. км). Общата площ на Западните покрайнини е малко над 1545 кв. км. Откъснатите села по околии са:

### От Царибродска околия
Освен околийския център град Цариброд, са откъснати следните села:
Бански дол, Бачево, Больев дол, Борово (през 1952 г. административно заличено, а неговите махали са групирани в 3 нови села Барие, Било и Верзар) Брайкьовци, Бребевница, Власи, Вълковия, Гоин дол, Горна Невля, Горни Криводол, Горна Планиница, Градине (Градинье, Градина), Грапа, Гуленовци, Долна Невля, Долни Криводол, Драговита, Държина, Желюша, Изатовци, Каменица, Лукавица (през 1990 година от него е отделено село Белеш), Моинци, Мъзгош, Височки Одоровци, Петърлаш, Поганово, Прача, Пъртопопинци, Пъскашия, Радейна, Сенокос, Скървеница, Славиня, Сливница и Смиловци. Границата от 1920 година разделя село Долна Невля на две части.

### От Трънска околия
Откъснати са селата: Трънски Одоровци, Звонци, Ясенов дел, Куса Врана, Берин извор, Нашушковица, Ракита, Вучи дел, Пресека, Петачинци, Врабча, Искровци, Грознатовци, Стрезимировци, Паля, Сухи дол, Кострошевци, Драинци, Колуница и Клисура (Трънска Клисура). Границата от 1920 година разделя някои от тези села на две части – Петачинци, Стрезимировци, Врабча.

### От Кюстендилска околия
Освен Босилеград са откъснати селата: Барие, Белут, Бистър, Божица, Бранковци, Брестница (Бресница), Буцелево, Гложие, Голеш, Горна Лисина, Долна Лисина, Горна Любата, Долна Любата, Горна Ръжана, Долна Ръжана, Горно Тлъмино, Долно Тлъмино, Груинци, Доганица, Жеравино, Зли дол, Дукат, Извор, Караманица, Милевци, Млекоминци, Мусул, Назърица, Паралово, Плоча, Радичевци, Райчиловци, Ресен, Рибарци, Рикачево, Топли дол, Църнощица и Ярешник. Някои от тези села също са резделени на две от границата – Жеравино, Груинци, Ресен и други.

### От Кулска околия
Откъснати селата Бракевци, Градсков, Злокукя, Халово, Черномашница, Шипиково, Големи Ясеновец и Мали Ясеновец. Тези села имат предимно влашко население, с изключение Бракевци, населено от дошли от Косово сърби.

### От Видинска околия
Откъснато е влашкото село Коилово.

## История
В 1833 година Сърбия присъединява 6 предимно български нахии в Тимошко и по-късно започва да предявява претенции и към областите на Ниш, Пирот, Трън, Брезник, Кюстендил, Радомир, Видин и други. По-късно през Освободителната руско-турска война 1877 – 1878, в края на 1877 г. сръбските войски бързо заемат Куршумлия, Лесковъц и Пирот, след което и районите на Царибродско, Трънско, Брезнишко, Кюстендилското Краище с Босилеград, като се спускат към Дупница и стигат недалеч от Кюстендил и установяват сръбска администрация чак до май-юни 1879 г. когато след многократни дипломатически покани да се изтеглят са прогонени от руските войски до границата определена с Берлинския договор. Споменатият договор включва Нишко с Пирот  в границите на Сърбия, а останалата част определил за България. През Сръбско-българската война 1885 г. сърбите отново окупират тези земи. Те обаче са напълно разбити от българската войска.
След Първата световна война като наказателна мярка на България е наложен жесток мирен договор. Решителна роля за неговата подготовка играят Франция и Великобритания, подтиквани от съседните страни – Сърбия, Гърция и Румъния. В дискусиите при подготовката на този договор, САЩ заемат друга позиция. По-късно Конгресът на САЩ отказва да ратифицира Ньойския и останалите договори от Версайската система. Създаденото на 1 декември 1918 година Кралство на сърби, хървати и словенци става приемник на Кралство Сърбия и отстоява нейните претенции за присъединяване на обширни територии от Западна България.

## Култура
Творци от Западните покрайнини:
- Георги Йосифов – художник
- Георги Белев – оперен певец
- Детко Петров – писател
- Емануил Попдимитров (1885 – 1943) – поет, философ и общественик
- Златан Дудов (1903 – 1963) – кинорежисьор
- Йордан Захариев – етнограф
- Методи Петров – художник
- Новица Младенов – художник
- Слободан Сотиров – художник

От 2001 г. по инициатива на Народно читалище „Драгоман – 1925“ в гр. Драгоман се организира и провежда традиционен, Международен фолклорен фестивал „Нишавски хоровод“, който е всъщност фолклорен празник на населението живущо по течението на река Нишава, на територията на Република България и Република Сърбия. Обхваща общините София, Божурище, Костинброд, Сливница, Драгоман, Димитровград, Пирот, Бела Паланка и Ниш. Фестивалът е двустранен. Провежда се успоредно и в гр. Цариброд, Република Сърбия. Фестивалът се ръководи от Двустранен организационен комитет със съпредседатели Благой Божилов – председател на Н.Ч. „Драгоман“ и Зоран Андонов – директор на Център за култура гр. Цариброд. Фестивалът има за цел стремежа на населението от двете страни на границата да живеят в мир, разбирателство и сътрудничество. Фестивалът се провежда в навечерието на 24 май и е отворен за участие и на фолклористи от Балканския полуостров. Почетен председател на фестивала е проф. Манол Тодоров.
На Западните покрайнини е посветен марш по текст на Любомир Бобевски и музика на Александър Морфов от 1925г.